# 金龙镇 (泸州市)
金龙乡，是中华人民共和国四川省泸州市龙马潭区下辖的一个乡镇级行政单位。

## 行政区划
金龙乡下辖以下地区：
金龙社区、官渡社区、西坛村、雪骡村、塘坡村和曹坝村。